# WHO-5
Der WHO-5-Wohlbefindens-Index (WHO-Five Well-Being Index) ist ein kurzer, nur fünf Fragen umfassender Fragebogen, der das Wohlbefinden erfassen soll. Er wurde von der Weltgesundheitsorganisation als Screeningfragebogen vorgeschlagen, um gegebenenfalls im Interview weiter nachzufragen. Auch die S3-Leitlinie für unipolare Depression empfiehlt diesen Fragebogen als Screening. Bei jeder Frage können Werte von 0 bis 5 angegeben werden. Durch Aufsummieren der Werte für die Antworten erhält man einen Summenwert, wobei ein niedriger Gesamtwert einem geringen Wohlbefinden entspricht. Ein Wert kleiner 13 soll auf eine mögliche Depression hinweisen. Es lässt sich auch ein Prozentwert berechnen, mit dessen Hilfe man Veränderungsmessungen vornehmen kann. Der WHO-5 ist in beinahe 30 Sprachen verfügbar und kann im Internet kostenlos heruntergeladen werden. Der Fragebogen entstand aus einem schrittweisen Revisionsprozess und es gibt auch Normwerte und Testgütekriterien. Der Test sei für Jugendliche und Erwachsene, habe sich aber auch schon bei Kindern bewährt. Die Bearbeitungszeit liege bei weniger als einer Minute.
Ein weiterer kostenloser Fragebogen, der Depressivität erfasst, ist der MDI.